# الکس راسل (بازیگر)
الکس راسل (به انگلیسی: Alex Russell) یک بازیگر استرالیایی است. او به خاطر بازی در فیلم کرونیکل شناخته شده‌است.

## اوایل زندگی
راسل در راکهمپتون، کویینزیلند بزرگ شد. او پسر جراح دکتر اندرو راسل و پرستار فرانسیس راسل است و یک برادر کوچکتر به نام دومینیک، و یک خواهر کوچکتر، جورجیانا دارد. در سال ۲۰۰۴ او از مدرسه گرامر راکهمپتون فارغ‌التحصیل شد و پس از آن در مؤسسه ملی هنرهای نمایشی حضور یافت.

## فیلم‌ها
| سال  | عنوان فیلم        | نقش         |
| ---- | ----------------- | ----------- |
| ۲۰۱۰ | هدر رفته در جوانی | زک          |
| ۲۰۱۲ | تاریخچه           | مت گارتی    |
| ۲۰۱۳ | کری               | بیلی نولان  |
| ۲۰۱۳ | میزبان            | سیکر بورنز  |
| ۲۰۱۴ | مار بریده         | مرو         |
| ۲۰۱۴ | شکست‌ناپذیر        | پت زامپرینی |
| ۲۰۱۷ | تنها شجاعان       | اندرو       |
| ۲۰۱۷ | جنگل              | کوین        |